# Carpatair

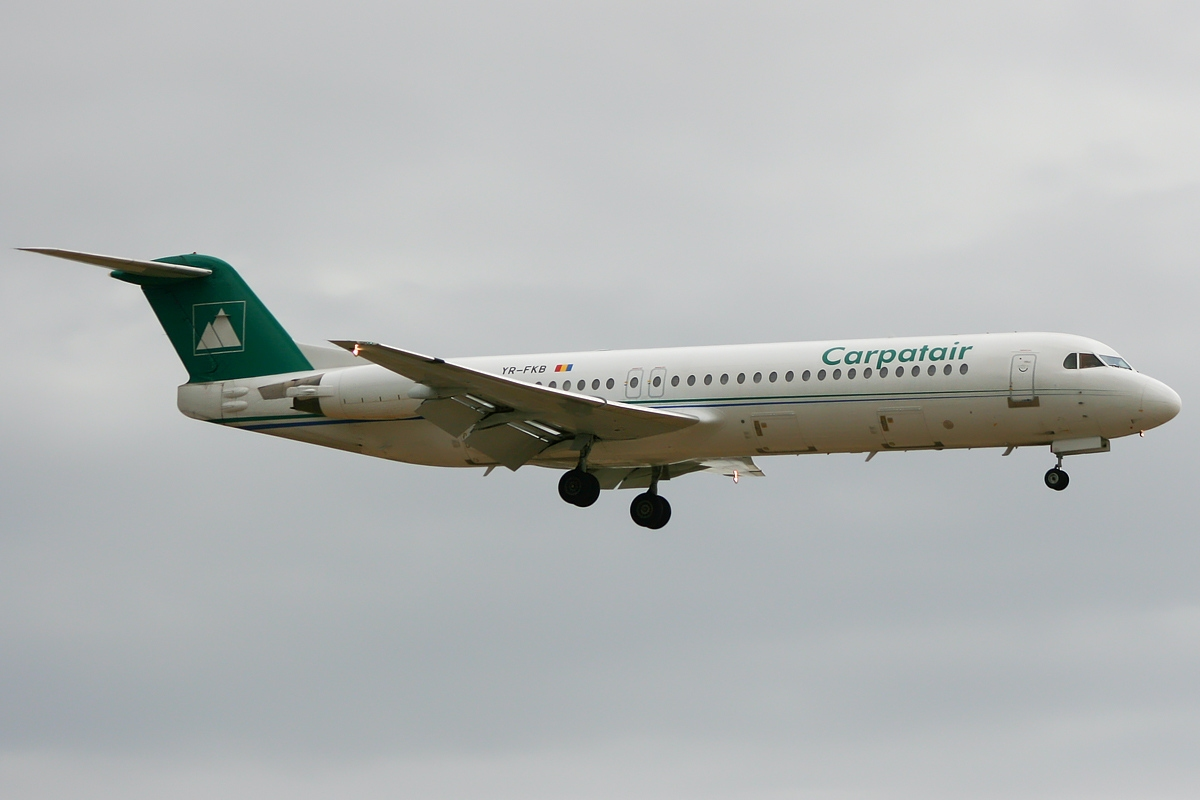
Un Fokker F100 con la precedente livrea Carpatair.

Carpatair è una compagnia aerea con sede a Timișoara, in Romania.
Dopo anni di servizio di linea regionale principalmente in Europa dell’Est, dal 2014 la compagnia si dedica a voli charter, ACMI (aircraft, crew, maintenance, insurance) e dry/wet lease. L’azienda è specializzata in voli charter per progetti business, sportivi, governativi e di pellegrinaggio.

## Storia
La Carpatair fu fondata nel 1999 e iniziò le operazioni nel febbraio dello stesso anno da Cluj-Napoca. Nacque con il nome "Veg Air" utilizzando un Yakovlev Yak-40 in leasing. L'attuale denominazione fu adottata nel dicembre del 1999, quando investitori di Crossair, filiale della defunta Swissair si unirono alla compagnia. Gli impiegati sono circa 450 e l'attuale amministratore delegato è Nicolae Petrov.
È stata la prima compagnia aerea ad attivare voli dalla Transilvania, riscuotendo molto successo in assenza di concorrenza. Crebbe molto rapidamente raggiungendo i livelli della TAROM, ma dagli anni successivi al 2010 ha iniziato a crollare riducendo la flotta a 4 aeromobili nel 2013 causa soprattutto la presenza in crescita di Wizz Air negli aeroporti transilvani. Nel 2013, infatti, la Carpatair ha restituito ai proprietari tutti gli aerei, ovvero 1 Boeing 737, 3 Fokker F70, i Saab 2000, 1 Fokker F100 e 3 ATR 72 che aveva previsto di utilizzare per conto di Alitalia. La Compagnia ha contestualmente acquistato quattro aerei, un Boeing 737-300 e 3 Fokker 100 per sostituire gli aerei precedentemente impiegati in leasing.

## Flotta

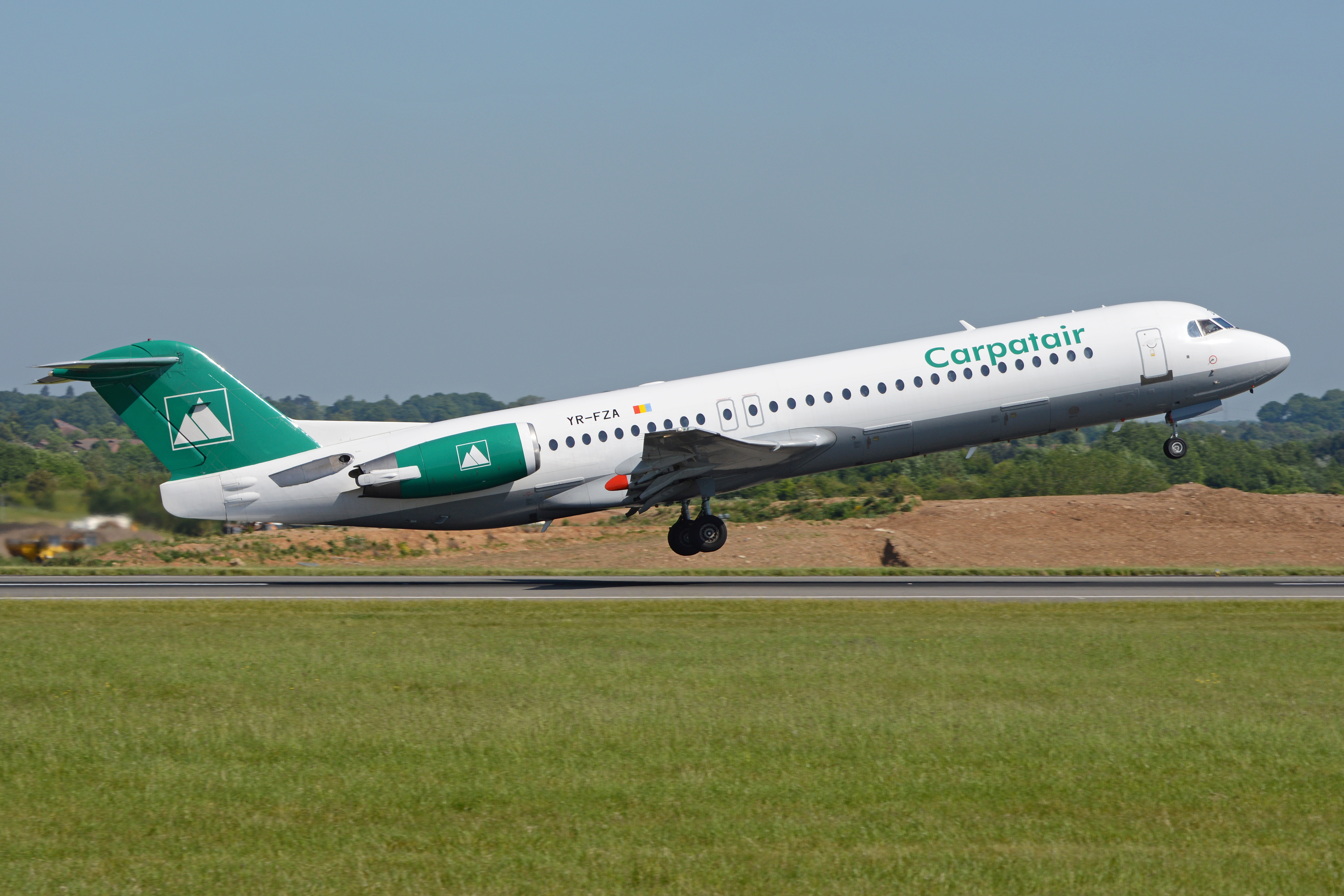
Fokker 100 in decollaggio da London Luton.

Ad agosto 2023 la flotta di Carpatair è composta dai seguenti aeromobili:

## Sicurezza
Gli incidenti veri e propri di Carpatair sono due, entrambi senza morti, avvenuti sulla pista dell'aeroporto e in solo un caso con feriti (cinque). Carpatair è certificata secondo i più alti standard Europei (è operatore EU-OPS 1) e detiene la certificazione IOSA (IATA Operational Safety Audit) sin dal 2005, ottenendo il rinnovo ogni due anni dopo rigorosi controlli dei suoi sistemi di manutenzione e addestramento. È stata la prima compagnia della Romania e una delle prime dell'Europa dell'est a ottenere questa certificazione.

## Incidenti
- 28 febbraio 2009, all'aeroporto di Timisoara un Saab 2000 in arrivo da Chișinău, in Moldavia, e operante il volo V3-128 è costretto ad atterrare senza il carrello di prua a causa di un'avaria nel sistema di estensione. Pochi i danni all'aeromobile e nessun ferito a bordo.[5]
- 2 febbraio 2013, un ATR 72 di Carpatair noleggiato in wet lease ad Alitalia (e pellicolato con la relativa livrea), operante il volo numero AZ1670 da Pisa all'aeroporto "Leonardo da Vinci" di Roma Fiumicino, finisce fuori pista in fase di atterraggio, la causa dell'incidente è stata identificata come " fattore umano ". Delle 46 persone a bordo cinque rimangono ferite, quattro passeggeri e un assistente di volo.[6][7]